# L'Éveil Catalan
L'Éveil Catalan fou una publicació bimensual en francès que es publicà a Perpinyà del 1922 al 1931, que es considera successora de La Renaissance Catalane, dirigit per Albert Janicot i amb la pretensió de defensar els interessos dels comerciants i petits industrials. Just Calveyrach substituí Janicot com a director i li donà un enfocament més regionalista, com deia en l'encapçalament, «...notre patrie catalane», queixant-se del desconeixement que hi havia a la resta d'Europa del moviment catalanista. El 1924 fou substituït per Jordi Artús.
Era redactat en francès però publicava sovint alguns articles i poemes en català. A les seves columnes informava dels esdeveniments de la Catalunya peninsular i denuncià sovint la repressió durant la Dictadura de Primo de Rivera, raó per la qual va mantenir algunes polèmiques amb L'Indépendant. El 1931 va desaparèixer.